# Loudetia phragmitoides
Loudetia phragmitoides är en gräsart som först beskrevs av Albert Peter, och fick sitt nu gällande namn av Charles Edward Hubbard. Loudetia phragmitoides ingår i släktet Loudetia och familjen gräs. Inga underarter finns listade i Catalogue of Life.